# Marjana Kobe
Marjana Kobe, slovenska literarna zgodovinarka, knjižničarka * 25. april 1938, Ljubljana - 2024
Raziskuje mladinsko književnost ter mladinsko in šolsko knjižničarstvo

## Življenjepis
Leta 1956 je maturirala na klasični gimnaziji v Ljubljani in se vpisala na Filozofsko fakulteto Univerze v Ljubljani. Iz primerjalne književnosti in literarne teorije je diplomirala leta 1963. Za svoje diplomsko delo je prejela Prešernovo nagrado. Med letoma 1963 in 1978 je bila kot pedagoška voditeljica zaposlena v Pionirski knjižnici v Ljubljani. Opravila je specializacijo za bibliopedagoško delo z mladimi bralci ter tudi več izpopolnjevanj v tujini (Nemčija, Anglija, Češka). Leta 1978 je dosegla naziv višje bibliotekarke specialistke. Od 1979 do 1989 je kot višja predavateljica predavala mladinsko knjižničarstvo in mladinsko književnost na tedanji Pedagoški akademiji v Ljubljani. Leta 1993 je doktorirala iz mladinske književnosti pri Janku Kosu na ljubljanski komparativistiki. Od 1993 do upokojitve 1998 je bila docentka za mladinsko književnost na Oddelku za razredni pouk na Pedagoški fakulteti v Ljubljani.

## Strokovno področje
Za znanstveno monografijo Pogledi na mladinsko književnost (1987) (COBISS) je prejela Župančičevo nagrado; leta 2004 je izdala doktorsko disertacijo Vedež in začetki posvetnega mladinskega slovstva na Slovenskem, 1779–1850 (COBISS). Je soavtorica strokovnih publikacij Ure pravljic (1972), Slovenska slikanica in knjižna ilustracija (1975), Vzgojno-izobraževalno delo v šolski knjižnici-mediateki (1990) (COBISS). V slovenskih in tujih strokovnih in znanstvenih revijah je objavila več kot 140 člankov in razprav o mladinski književnosti in mladem bralcu. Sodeluje v raziskovalnem programu ZRC SAZU na Inštitutu za slovensko literaturo in literarne vede in v uredniškem odboru strokovne revije Otrok in knjiga (Maribor, od 1972). Bila je članica žirij za Levstikove in Kajuhove nagrade ter v žiriji za večernico. Je recenzentka osnovnošolskih beril in metodičnih pripomočkov za pouk književnosti na osnovnih šolah. Prevaja sodobno nemško mladinsko književnost.